# Grand Prix l'UET
Grand Prix l'UET, även kallat Europaderbyt och European Trotting Derby, är en årlig travtävling som körs för fyraåriga europeiskt födda varmblodiga travhästar. Det är ett Grupp 1-lopp, det vill säga ett lopp av högsta internationella klass, och har 200 000 euro i förstapris.

## Vinnare
| År   | Bana           | Häst              | Efter            | Kusk                | Tränare               | Födelseland   |
| ---- | -------------- | ----------------- | ---------------- | ------------------- | --------------------- | ------------- |
| 2024 | Vincennes      | Epic Kronos       | Muscle Hill      | Örjan Kihlström     | Daniel Redén          | Sverige       |
| 2023 | Solvalla       | Barack Face       | Ready Cash       | Adrian Kolgjini     | Adrian Kolgjini       | Sverige       |
| 2022 | Vincennes      | Idéal du Pommeau  | Ready Cash       | Matthieu Abrivard   | Sébastien Guarato     | Frankrike     |
| 2021 | Åby            | Calgary Games     | Readly Express   | Jorma Kontio        | Timo Nurmos           | Sverige       |
| 2020 | Vincennes      | Power             | Googoo Gaagaa    | Robert Bergh        | Robert Bergh          | Sverige       |
| 2019 | Vermo          | Face Time Bourbon | Ready Cash       | Björn Goop          | Sébastien Guarato     | Frankrike     |
| 2018 | Vincennes      | Villiam           | Muscle Hill      | Jorma Kontio        | Timo Nurmos           | Sverige       |
| 2017 | Solvalla       | Drole de Jet      | Coktail Jet      | Pierre Vercruysse   | Pierre Vercruysse     | Frankrike     |
| 2016 | Vincennes      | Readly Express    | Ready Cash       | Jorma Kontio        | Timo Nurmos           | Sverige       |
| 2015 | Wolvega        | Bold Eagle        | Ready Cash       | Franck Nivard       | Sébastien Guarato     | Frankrike     |
| 2014 | Mauquenchy     | Robert Bi         | Toss Out         | Robin Bakker        | Paul Hagoort          | Italien       |
| 2013 | Solvalla       | Mosaique Face     | Classic Photo    | Lutfi Kolgjini      | Lutfi Kolgjini        | Sverige       |
| 2012 | Gelsenkirchen  | Brad de Veluwe    | Andover Hall     | Tuomas Korvenoja    | Tuomas Korvenoja      | Finland       |
| 2011 | Avenches       | Kadett C.D.       | Scarlet Knight   | Robert Bergh        | Robert Bergh          | Sverige       |
| 2010 | Croisé-Laroche | Main Wise As      | Yankee Glide     | Sébastien Ernault   | Pierre Levesque       | Italien       |
| 2009 | Tammerfors     | Maharajah         | Viking Kronos    | Örjan Kihlström     | Stefan Hultman        | Sverige       |
| 2008 | San Siro       | Qualita Bourbon   | Love You         | Joseph Verbeeck     | Jean Baudron          | Frankrike     |
| 2007 | Bjerke         | Virgill Boko      | Express Ride     | Hugo Langeweg Jr    | Hugo Langeweg Jr      | Nederländerna |
| 2006 | Laval          | Oiseau de Feux    | Biesolo          | Christian Bigeon    | Fabrice Souloy        | Frankrike     |
| 2005 | Solvalla       | Conny Nobell      | Pearsall Hanover | Björn Goop          | Björn Goop            | Sverige       |
| 2004 | Vinovo         | Daguet Rapide     | Pine Chip        | Pietro Gubellini    | Jean-Pierre Dubois    | Italien       |
| 2003 | Tammerfors     | Naglo             | Coktail Jet      | Örjan Kihlström     | Stefan Hultman        | Sverige       |
| 2002 | Caen           | Kiss Melody       | Extreme Dream    | Dominiek Locqueneux | Pierre-Desiré Allaire | Frankrike     |
| 2001 | Caen           | Abano As          | Dylan Lobell     | Stig H. Johansson   | Stig H. Johansson     | Tyskland      |
| 2000 | Charlottenlund | Com Karat         | J.R.Broline      | Dominiek Locqueneux | Jan Kruithof          | Sverige       |
| 1999 | Vincennes      | Himo Josselyn     | Cezio Josselyn   | Jean-Michel Bazire  | Jean-Michel Bazire    | Frankrike     |
| 1998 | Bjerke         | Giant Cat         | Quito de Talonay | Nicolas Roussel     | Nicolas Roussel       | Frankrike     |
| 1997 | Vincennes      | General November  | Valley Victory   | Pekka Korpi         | Veijo Kivijoja        | Tyskland      |
| 1996 | Tammerfors     | Élision           | Mon Tourbillon   | Jean-Pierre Viel    | Albert Viel           | Frankrike     |
| 1995 | Daglfing       | Derby du Gîte     | Riton du Gîte    | Heinz Wewering      | Sylvain Leliévre      | Frankrike     |
| 1994 | Solvalla       | Progress Value    | Florida Pro      | Lennart Forsgren    | Kari Lähdekorpi       | Sverige       |
| 1993 | Tor di Valle   | Ina Scot          | Allen Hanover    | Kjell P. Dahlström  | Kjell P. Dahlström    | Sverige       |
| 1992 | Tammerfors     | Jexpress Dahlia   | Express Ride     | Jorma Kontio        | Jukka-Pekka Kauhanen  | Finland       |
| 1991 | Vincennes      | Market Leader     | Snack Bar        | Leif Witasp         | Leif Witasp           | Sverige       |
| 1990 | Solvalla       | Ultra Ducal       | Buffet II        | Paul Viel           | Paul Viel             | Frankrike     |
| 1989 | Vincennes      | Tipouf            | Chambon P        | Pierre Vercruysse   | Pierre Vercruysse     | Frankrike     |
| 1988 | Tammerfors     | Atas Rocket       | Pershing         | Stig H. Johansson   | Stig H. Johansson     | Sverige       |
| 1987 | San Siro       | Rangone           | High Echelon     | Jean-Pierre Dubois  | Jean-Pierre Dubois    | Frankrike     |
| 1986 | Solvalla       | Clash Hammering   | Count's Pride    | Stig H. Johansson   | Stig H. Johansson     | Sverige       |
| 1985 | Vincennes      | Mack the Knife    | Pershing         | Stig H. Johansson   | Stig H. Johansson     | Sverige       |